# Medophron caudatus
Medophron caudatus là một loài tò vò trong họ Ichneumonidae.